# Transhimalaya
Transhimalaya ("bortom Himalaya") var den svenske upptäcktsresanden Sven Hedins namn på bergskedjan norr om Himalaya, där Tibet ligger. 1909–1912 utgav han i tre volymer reseskildringen Transhimalaya: upptäckter och äfventyr i Tibet.
Idag betraktas Transhimalaya ofta som två bergskedjor:
- Kailas Range (i väster)
- Nianqingtangla Shan (i öster)